# Pir Mohamed
Pir Mohamed Ibn Džahangir je bil timuridski princ, ki je po smrti svojega starega očeta Timur Lenka  nasledil prestol Timuridskega cesarstva, *  okrog 1374, † 22. februar 1407. 
Bil je sin Timur Lenkovega sina Džahangirja Mirze I., ki je bil aktualni Timurjev naslednik, vendar je umrl pred svojim očetom. Naslednji v nasledstveni liniji je bil Omar Šejk Mirza I., ki je tudi umrl. Ostala sta samo sinova Šahruh Mirza, ki je bil po  Timurjevem mnenju preveč ponižen, in Miran Šah, ki je imel duševne težave zaradi poškodbe glave, zato je Timur za svojega naslednika izbral vnuka Pira Mohameda.
Pir Mohamed je bil od leta 1392  guverner Kandaharja. Njegovo ozemlje se je raztezalo od pokrajin zahodno od Hindukuša do Inda. Jeseni leta 1397 je vodil prvi val Timuridov v Indijo in bil zato nagrajen z vladarskim položajem v Multanu.  Na njegovo žalost ga po Timurjevi smrti ni podprl noben sorodnik in zato ni mogel prevzeti oblasti v Samarkandu. Dvakrat se je spopadel z bratrancem Halil Sultanom in drugimi kandidati za prestol, a je bil poražen. Dobil je dovoljenje, da ostane na svojem ozemlju, vendar ga je čez šest mesecev leta 1407 umoril njegov vezir  Pir Ali Taz.